# Ramiriquí
Ramiriquí là một thị xã và đô thị ở Departamento Boyacá, thuộc phân vùng Márquez.

## Người nổi tiếng từ Ramiriqui
- Mauricio Soler (cu rơ quốc tế)
- Jose Ignacio de Marquez (tổng thống Colombia)